# جان دي ديو كاموهاندا
جان دي ديو كاموهاندا (بالإنجليزية: Jean de Dieu Kamuhanda)‏ (من مواليد 3 مارس 1953) هو سياسي رواندي حكمت عليه المحكمة الجنائية الدولية لرواندا بالسجن مدى الحياة لدوره في الإبادة الجماعية في رواندا عام 1994.
ولد كاموهاندا في جيكوميرو، رواندا. في 25 مايو 1994، أصبح وزيرا للتعليم العالي والبحث العلمي والثقافة في الحكومة المؤقتة بقيادة جان كامباندا.
في أوائل أبريل 1994، بعد وقت قصير من بداية الإبادة الجماعية في رواندا، ألقى كاموهاندا خطابًا في جيكوميرو حيث أشار إلى أن قتل التوتسي في جيكوميرو لم يبدأ بعد وأنه كان على استعداد لتوفير الأسلحة التي ستكون ضرورية لتنفيذ عمليات القتل هناك. في نهاية الخطاب، وزع الأسلحة النارية والقنابل اليدوية والمناجل على الحاضرين، وقال إنه سيتابع الأمر مع سكان جيكوميرو للتأكد من بدء عمليات القتل. في 12 أبريل 1994، أعطى كاموهاندا الأوامر لمليشيات إنتراهاموي للشرطة بالبدء في قتل التوتسي الذين لجأوا إلى مدرسة الكنيسة البروتستانتية في جيكوميرو.
في أواخر يوليو، فر كاموهاندا إلى فرنسا. بناء على طلب المدعي العام للمحكمة الجنائية الدولية لرواندا، ألقى مسؤولون فرنسيون القبض عليه في بورج في 26 تشرين الثاني / نوفمبر 1999. وفي 7 آذار / مارس 2000، أُرسل إلى مرافق الاحتجاز التابعة للمحكمة الجنائية الدولية لرواندا في أروشا، تنزانيا.
في محاكمته، أدين كاموهاندا بجريمة الإبادة الجماعية كجريمة ضد الإنسانية. تمت تبرئته من التآمر لارتكاب إبادة جماعية، والاغتصاب كجريمة ضد الإنسانية، وجرائم حرب وغيرها من الأعمال اللاإنسانية كجريمة ضد الإنسانية. وقد حكم عليه بالسجن مدى الحياة. وأكدت دائرة الاستئناف في المحكمة الجنائية الدولية ليوغوسلافيا السابقة عقوبته في 19 أيلول / سبتمبر 2005، وفي 7 كانون الأول / ديسمبر 2008 نُقل إلى مالي لقضاء عقوبته.

## روابط خارجية
- المحكمة الجنائية الدولية لرواندا: Kamuhanda، Jean de Dieu : وثائق قضية المحكمة الجنائية الدولية لرواندا